# 益荒王
『益荒王』（ますらおう）は、坂本眞一による日本の漫画作品。『週刊ヤングジャンプ』（集英社）にて2005年25号より2006年50号まで連載された。
日本の大阪を舞台としているが、架空の街、建物、行事が登場し、格闘漫画だけに色々な格闘技（空手・柔道など）が登場する。

## あらすじ
東京から引っ越してきた大和武士は、優勝者（益荒王）は街の天辺を獲れるという、年に一回街で行われる益荒王祭りと言う儀式に参加し、益荒王となるべく様々な参加者達と戦いを繰り広げていく。

## 登場人物
登場人物の多くは、筋肉質な画で描かれている。
大和 武士（やまと たけし）
本作の主人公。父親の転勤により東京から大阪の正凌高校に編入する。喧嘩は不良の総番を張る程強く、東京では喧嘩に明け暮れていた。しかし、それは周囲に彼自身のコンプレックスである人並みはずれたデカチンに注意を向けさせない為であった。それを知られるたびに、女子に忌避され恋すら出来ない「暗い青春」を送っており、本編でも銭湯でそれを見た郷野によって転校初日に広められ、郷野が黒板に大々的に書いた「タンカー」がそのまま蔑称となってしまい、姿を見ただけで罵倒しながら逃げていくなど、学校中の女子から一方的に嫌われてしまった。その状況から脱出すべく益荒王獲りとなる。
情に厚い性格であり、危険な目によって被害を受けている人を見過ごしておけない、強い正義感と義侠心の持ち主。その為仲間からの信頼は厚く、セリからも後に見直される。
益荒王獲り初期はライバルに倒される事よくあったが、負けるたびに強くなり、再度挑戦し、勝利するというパターンが多い。
終盤、見事決勝に進むも、その相手にしてセリの兄である大樹の前で爆弾発言をしてしまった事で激怒した彼と激突する事になってしまう。なお、セリの事を本格的に意識したのは終盤に差し掛かる辺りであり、自分の事を差別せずに接してくれたことが大樹に爆弾発言してしまった要因である（彼女が他校生で、武士のコンプレックスを知らない事も一因ではあるのだが）。
成瀬 ユキヤ（なるせ ゆきや）
雅立華学園二年。大和のライバルであり、龍生会館4段の空手マンである。初めて大和と会ったときは大和を見下していたが、二回目に大和と戦った後、大和の実力を知り、ライバルとして認めるようになる。作品の中で少ないもてるキャラの一人。セリのことが好きなのだが、何故かセリの前では大勢の女の子と仲良くしたり、そっけない態度をとったりと、気持ちと反対の行動をとってしまう。それは自身の初めての相手をセリに、と心に誓っているため。予選で大和と共闘したり、その借りを返すために他の出場者を蹴り飛ばして大和を本選枠に入れさせるなど、義理堅い一面がある。
準決勝で大和と激戦を繰り広げるも敗れてしまう。
他校生で唯一、武士のコンプレックスを知る人物（これは武士が自ら教えたため）。
郷野 剛（ごうの つよし）
正凌高校二年。最初は大和を見くびり馬鹿にしていたが、大和の男気に心を動かされ大和の友人となる。基本的に豪快な性格で人の気持ちを考えない言動が多いが、成瀬に負けた大和を励ましたりと矛盾した性格を持つ。喧嘩はあまり強くない描かれ方をしている。大和のコンプレックスを学校に広めた張本人であり、それに対する反省は全く見せなかった。
八巻 セリ（やまき せり）
本作のヒロイン的な要素を持つ人物。益荒男神社の第二十一第神主を務める女子高生。大和を喧嘩好きと思い軽蔑していたが電車の中で後輩が不良に絡まれている所を大和が助けたことを知り、大和の事を少し見直す。益荒王祭りに出る人は、コンプレックス克服を根底の目的とする大和を除けば、成瀬を筆頭に大体がこの人を目的としているらしい。
浅子 伴（あさこ ばん）
轟商業高校二or三年。柔道家で府の指定強化選手に選ばれていることから相当強いらしい。良くも悪くも一途な性格であり、それゆえ性格を利用される事が多い。それが災いして、大和の事を誤解し襲い掛かったり、女性に騙されたりした。
大和に男として立ち直らしてもらったりした事から、大和に深い恩を感じるようになる。大和が益荒王獲りの権利を失った時に自分の権利を譲ったが、その時に以前自分を騙した（大和と浅子により改心した）女性と本当に付き合うことが判明し、武士と剛を呆れさせた。
川崎 寅一（かわさき とらいち）
「褌横町」と呼ばれる、常に喧嘩や乱闘の絶えない横町にあって無敗を誇る男。「喧嘩屋タイガー」の通り名で内外問わず恐れられている。豪放磊落な性格で平常は左官業として暮らしているが、女性であれば高齢でも構わず性行為に及ぶという驚異とも言うべき性欲の持ち主。郷野の伝手で大和と引き合わされた際にそのデカチンに「ちっとは見込みがありそう」と言って、「見やんと見る」の極意を仕事を通して教えている。そのあまりの強さに神社から益荒王祭りの出場禁止を言い渡されていたが、過去の因縁（と言うより、完全に零の逆恨みによるもの）に対する決着をつけるべくその禁を破り、本選進出者の一人を闇討ちして「マスク・ド・ジャガー」と言う名のマスクマンとして出場。零と対戦し、辛うじて勝利するも正体がばれて失格となる。
駆流 零（かける れい）
かつては格闘技界のホープとまで言われた天才児だったが、当時、居酒屋で酔った勢いで自分以外を見下す暴言を吐きまくった事で居合わせた寅一の逆鱗に触れ、そのままケンカを売るがあっさりと返り討ちにされ、お仕置きとして道の往来であるにもかかわらずズボンを脱がされて尻叩きされて晒し者になるという大敗北を喫した。それが入門していた道場の館長の耳に入った事で彼の怒りに触れ、格闘大会の日本代表を取り消しになったばかりか、道場を破門・追放される。以来、寅一と自分を追放した道場への復讐を胸に人生の全て鍛錬にぶつけ、己の体を苛め抜いて鍛え上げた末、自分を破門した道場を関係者ごと潰して祭りに参加した。寅一には当時の仕置きから「プリケツちゃん」としか呼ばれない。念願の寅一との対戦には敗れてしまうも、その寅一が失格となった為に繰り上げで勝利する。だが、「戦う目的は果たした」と言う理由でそのまま辞退した。因みに武士とは予選の最中で初顔合わせしているが、彼が東京から引っ越してきたばかりの者と知ると「去ね」と告げて、目もくれなかった。
八巻 大樹（やまき だいき）
第42代益荒王にしてセリの実兄。益荒王の称号を取った人達が好き勝手やっている現状に落胆し、市議会議員になってから益荒王の称号を取り、今後の祭りの改革をするとともに今年（本編中）の祭りを終わらせようと計画していた。しかし、重度のシスコンである為に、決勝戦に勝ち進んだ大和がうっかり「益荒王になってセリに告白する」と爆弾発言した事で豹変し、激突する。
最終的には大和の純粋すぎる程のひたむきさに昔の自分を重ね、祭り改革企画を白紙に戻した。益荒男祭りは来年も続く事になり、大樹自身も祭りの参加を高らかに宣伝し、本編は終わりを告げる。

## 書誌情報
- 坂本眞一『益荒王』集英社〈ヤングジャンプコミックス〉全7巻 
  1. 2005年10月19日発売[2]、ISBN 4-08-876866-3
  2. 2006年1月19日発売[3]、ISBN 4-08-877022-6
  3. 2006年4月19日発売[4]、ISBN 4-08-877063-3
  4. 2006年6月19日発売[5]、ISBN 4-08-877105-2
  5. 2006年10月19日発売[6]、ISBN 4-08-877152-4
  6. 2006年12月19日発売[7]、ISBN 4-08-877188-5
  7. 2007年1月19日発売[8]、ISBN 978-4-08-877198-4